# Happenings
Happenings – album studyjny amerykańskiego wibrafonisty jazzowego Bobby’ego Hutchersona, wydany z numerem katalogowym BLP 4231 i BST 84231 w 1967 roku przez Blue Note Records.

## Powstanie
Na albumie zamieszczono siedem kompozycji, z których sześć napisał Hutcherson, jedną – biorący udział w sesji nagraniowej Herbie Hancock, którego utwór Maiden Voyage pierwotnie pojawił się na jego wydanym w 1965 roku longplayu o tym samym tytule.
Materiał na płytę został zarejestrowany 6 lutego 1966 roku przez Rudy’ego Van Geldera w należącym do niego studiu (Van Gelder Studio) w Englewood Cliffs w stanie New Jersey. Produkcją albumu zajął się Alfred Lion.

## Lista utworów
Opracowano na podstawie materiału źródłowego.
Wydanie LP
Strona A
| Nr | Tytuł utworu    | Muzyka           | Długość |
| -- | --------------- | ---------------- | ------- |
| 1. | „Aquarian Moon” | Bobby Hutcherson | 7:43    |
| 2. | „Bouquet”       | Hutcherson       | 8:09    |
| 3. | „Rojo”          | Hutcherson       | 6:03    |
|    |                 |                  | 21:55   |

Strona B
| Nr | Tytuł utworu        | Muzyka         | Długość |
| -- | ------------------- | -------------- | ------- |
| 1. | „Maiden Voyage”     | Herbie Hancock | 5:50    |
| 2. | „Head Start”        | Hutcherson     | 5:15    |
| 3. | „When You Are Near” | Hutcherson     | 3:50    |
| 4. | „The Omen”          | Hutcherson     | 7:00    |
|    |                     |                | 21:55   |

## Twórcy
Opracowano na podstawie materiału źródłowego.
Muzycy:
- Bobby Hutcherson – wibrafon, marimba
- Herbie Hancock – fortepian
- Bob Cranshaw – kontrabas
- Joe Chambers – perkusja

Produkcja:
- Alfred Lion – produkcja muzyczna
- Rudy Van Gelder – inżynieria dźwięku
- Reid Miles – projekt okładki
- Leonard Feather – liner notes
- Michael Cuscuna – produkcja muzyczna (reedycja na CD)